# Cartier (juweliershuis)

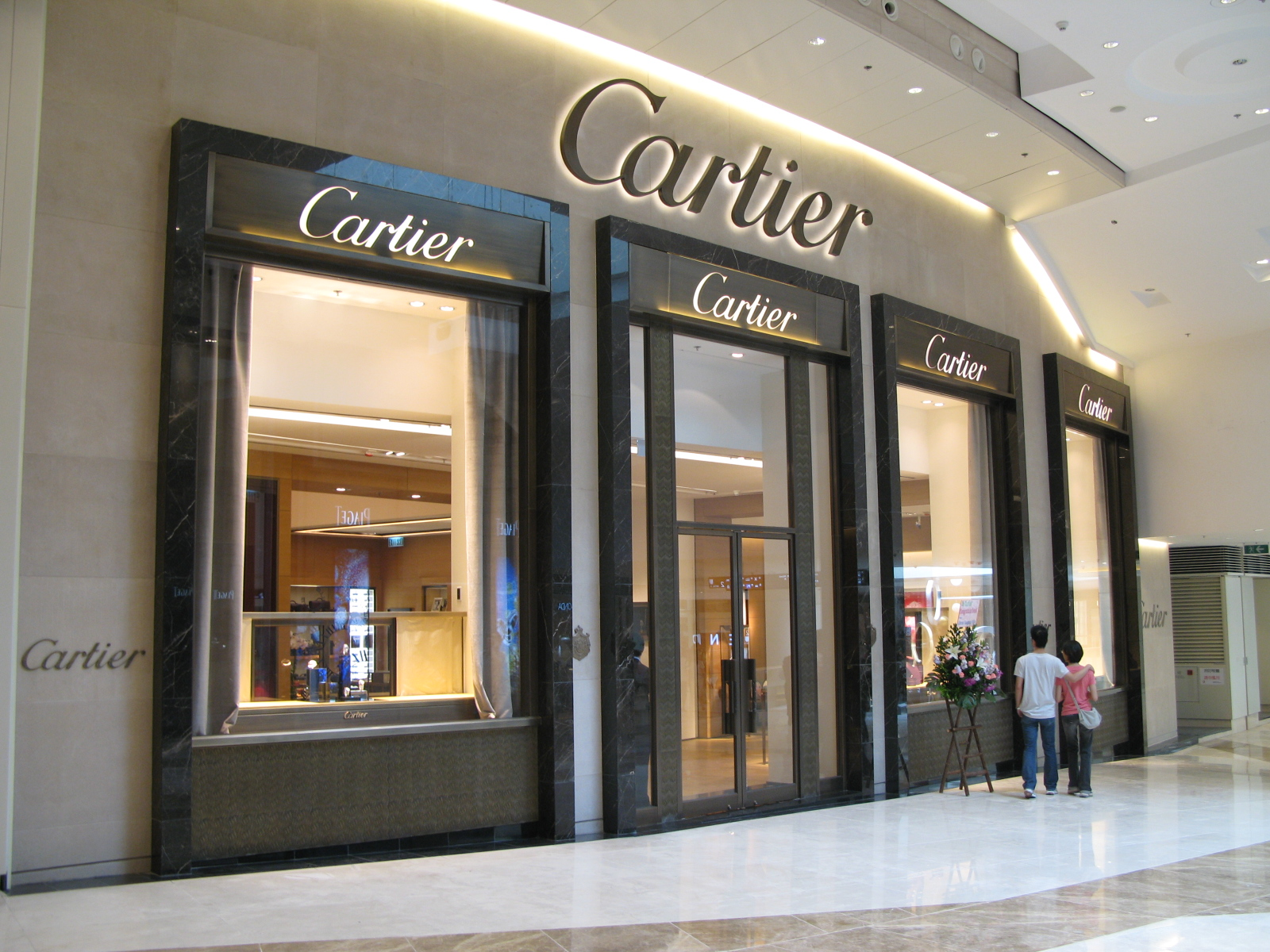
Winkel van Cartier in Hongkong

Cartier is een Frans juweliershuis gespecialiseerd in het maken van zeer luxueuze sieraden, waaronder ringen, armbanden, oorbellen, kettingen en horloges. In 1983 verkreeg Compagnie Financière Richemont SA een minderheidsbelang in Cartier en heeft dat belang stapsgewijs uitgebreid naar 100%.
Cartier is vooral bekend van de internationaal beroemde horloges die wereldwijd gezien worden als statussymbool.

## Geschiedenis
Cartier werd in 1847 opgericht, maar pas na 1900 beroemd door Louis Cartier, een Franse goudsmid die in 1904 het eerst echt werkende polshorloge fabriceerde. Cartier was het eerste sieradenmerk ter wereld; voorheen waren er alleen zelfstandig opererende sieraadontwerpers. Na de Eerste Wereldoorlog vestigde Cartier zich in Zwitserland om uit te groeien tot grootste sieradenfabriek ter wereld.

## Modellen van Cartier
Cartier heeft slechts vijf verschillende horlogemodellen. Deze modellen zijn echter in ontelbare variaties verkrijgbaar.

### Cartier Santos

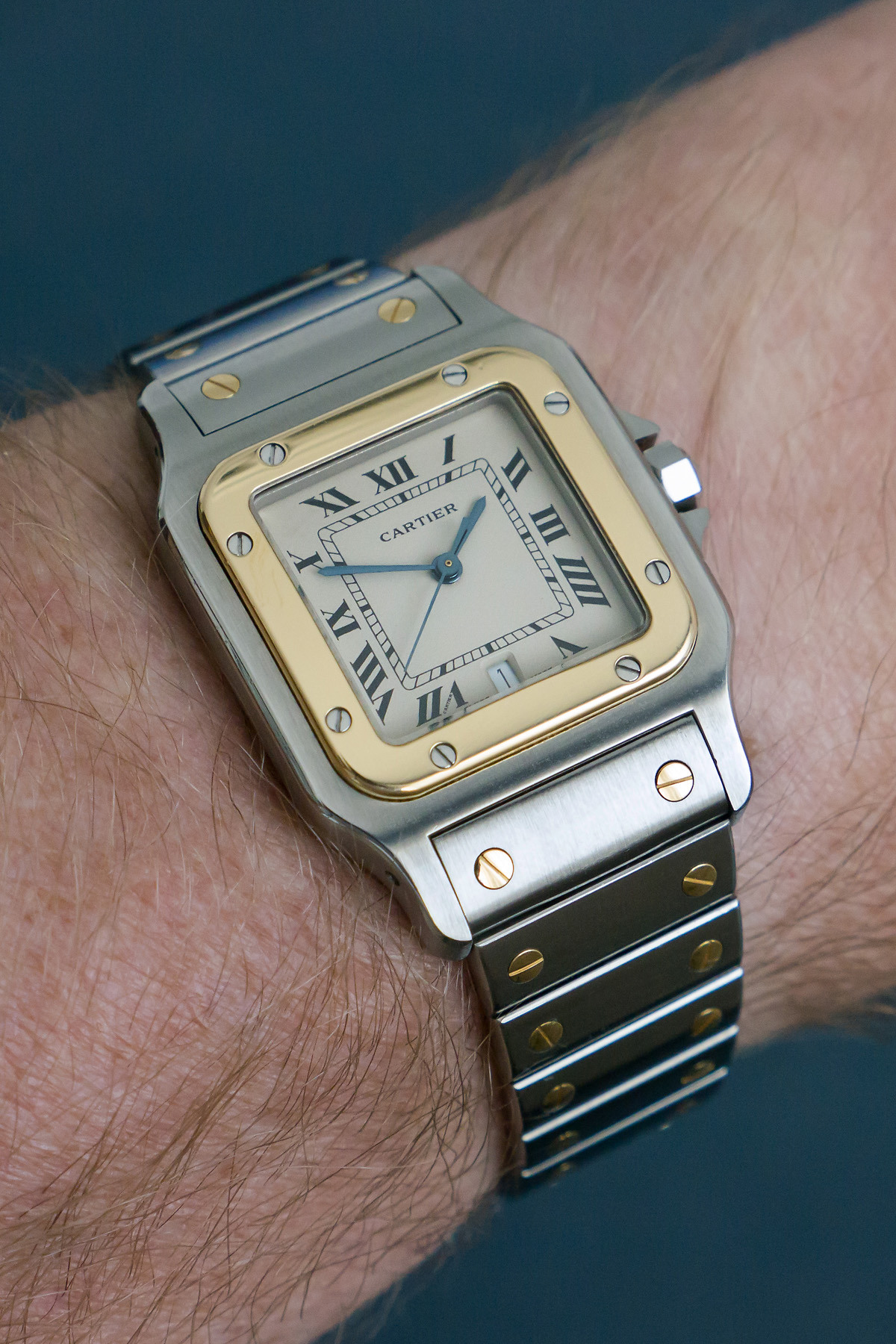
Cartier Santos, 1988

In 1904 vroeg de beroemde luchtvaartpionier Alberto Santos-Dumont aan zijn vriend Louis Cartier om voor hem klok te maken waarmee hij tijdens het vliegen de tijd kon zien. Voorheen droeg hij, net als elke andere piloot, altijd een zakhorloge bij zich. Cartier maakte een uurwerk in een rechthoekige kast van 35 mm lang en 25 mm breed. De tijd werd aangegeven door Romeinse cijfers en in kleine Arabische cijfers werden de seconden aangegeven. Het horloge had drie wijzers: voor uren, minuten en seconden. Het horloge werd met een leren band om de pols van de piloot gemaakt. Deze uitvinding was revolutionair: het polshorloge was geboren. Cartier noemde het horloge Santos en vandaag de dag wordt de Santos nog steeds geproduceerd. Er zijn talloze variaties van de Santos maar het basisprincipe (rechthoekige kast met Romeinse cijfers) blijft hetzelfde.

### Cartier Tank
Met het succes van zijn Santos-horloge werd hij in 1917 door het Franse leger gevraagd om een horloge voor hun soldaten te maken. De Eerste Wereldoorlog was in volle gang en veel officieren in de loopgraven hadden een horloge nodig. Een zakhorloge raakte snel kwijt, 
het Santos-polshorloge was te groot en te kwetsbaar en Cartier ontwierp een nieuw en kleiner horloge met eveneens een rechthoekige kast. Ook was de kast uit één blok staal geslepen, waardoor die aanzienlijk sterker was. Het prototype uit 1917 schonk Cartier aan de Amerikaanse generaal Pershing, opperbevelhebber van de Amerikaanse troepen in Frankrijk. De Tank ging pas in 1918 in productie.
De bijzonderste ontwikkeling was - jaren later - de stalen band, die bestond uit aan elkaar geschroefde stalen plaatjes. Omdat deze band veel leek op de rupsband van een legertank, was de al in 1917 gegeven naam Tank nog toepasselijker. De Tank werd het standaardhorloge van het Franse leger. Het was het eerste polshorloge ter wereld met een stalen band en ook het eerste horloge dat in massaproductie gemaakt werd: doordat veel soldaten sneuvelden, moesten er in snel tempo nieuwe horloges gemaakt. Op kosten van het Franse leger kon Cartier zijn gehele fabriek mechaniseren. Na de oorlog mochten alle soldaten hun horloge mee naar huis nemen. Hierdoor werd een Cartier Tank-horloge een symbool van heldhaftigheid en moed. Louis Cartier besloot hier handig op in te spelen en ging ook Tank-horloges verkopen aan particulieren. Mannen die voor held wilden spelen, maakten nu met een gekocht Tankhorloge indruk op de vrouwen.
De Cartier Tank is nog altijd een zeer gewild modeartikel. Na de Tank Américaine in 1989 werd in 1995 de Tank Française geïntroduceerd.

### Cartier Pasha
In de jaren vijftig verscheen het eerste polshorloge dat bij Cartier speciaal voor vrouwen gemaakt werd. De Pasha was een klein, rond, plat horloge met een zeer klein uurwerk erin. Later werden ook herenversies van de Pasha gemaakt; deze versies bevatten meestal chronografen.

### Cartier Roadster
In de jaren zestig kwam Cartier op de markt met een horloge dat speciaal gemaakt was voor autocoureurs: de Roadster. Dit horloge had een ovale kast en bevatte een chronograaf met tachymeter. Een tachymeter dient om de snelheid te meten. Het horloge heeft ook een datumaanduiding, die zich bevindt achter een vergrootglas.

### Cartier Panther
De Panther is een klein, plat horloge met een vierkante kast. Het heeft een kwartsuurwerk en meestal geen speciale opties. Slechts zelden heeft het een datumaanduiding. De Panther wordt meestal door vrouwen gedragen.

## Trinity-ring
In 1924 ontwierp Louis Cartier de Trinity-ring, die sindsdien al honderd jaar wordt verkocht aan en gedragen door de groten der aarde. Hij is vervaardigd uit drie soorten edelmetaal: geelgoud, roségoud en platina of witgoud, die zijn verstrengeld. Later kwamen er ook armbanden en zelfs aanstekers in deze serie. De naam Trinity kwam van de Amerikaanse Vogue en werd pas in 1997 door Cartier overgenomen.

## Winkels
In september 2024 waren er 277 Cartierwinkels wereldwijd, waaronder in:
- Parijs
  - Rue de la Paix (13)
  - Champs-Élysées
  - Place Vendôme
  - Rue de Rennes (41) (Quartier de Saint-Germain-des-Prés)
- Londen
  - Bond Street (175-176)
  - Sloane Street (143-144)
- New York
  - Fifth Avenue (653)
- Rome
  - Via Condotti
- Mexico City
  - Presidente Masaryk (465)
- Amsterdam
  - P.C. Hooftstraat (132-134)
- Brussel
  - Boulevard de Waterloo (54)